# ابیسو
ابیسو∗ (رماجی: ebisu کانجی: 恵比寿 هیراگانا : えびす) در اساطیر ژاپنی، ایزد ماهیگیران، بخت و اقبال، کارگران و همچنین سرپرست کودکان و تندرستی است. او یکی از هفت خدای بخت و اقبال (七福神) است و تنها ایزد ژاپنی اصل از میان این هفت خدا است.

## هیروکو
ابیسو در اساس هیروکو∗ 蛭子 («کودک زالو»: 蛭 زالو، 子 کودک) نامیده شد. علت این تسمیه این بود که وی بی هیچ استخوان به دنیا آمد (در داستان‌هایی دیگر: بی دست و پای). علت آن خطای مادرش در اجرای رسوم عقد زناشوئی بود∗. هیروکو تلاش کرد و کوشید تا زنده بماند، اما چون که او نمی‌توانست بایستد، پیش از سومین زادروزش او را در قایقی (ساخته شده از نی) گذاشته 
و او را دریا انداختند. او کم کم به کرانه‌ای رسید (احتمالاً به ساحل ازو، هوکایدوی کهن) و یک آینو∗ به نام ابیسو سابورو وی را گرفت و رعایت کرد. 

## ابیسو
این کودک ضعیف بر سختی‌های بسیاری را چیره گشت . در سن سه سالگی پای اش رویید و بالاخره اسکلت و استخوان‌هایش کاما شد، و خدائی به نام 'ابیسو گشت. او هنوز کمی لنگ و از لحاظ شنوائی کمی کر است، ولی همچنان شاد و فرخنده که لقبش را («خدای خندان») را سزاوار است. تصویر او معمولاً نشان می‌دهد که وی کلاهی بلند∗ می‌پوشد و ماهی سیم بزرگی زیر بغل می‌گیرد.

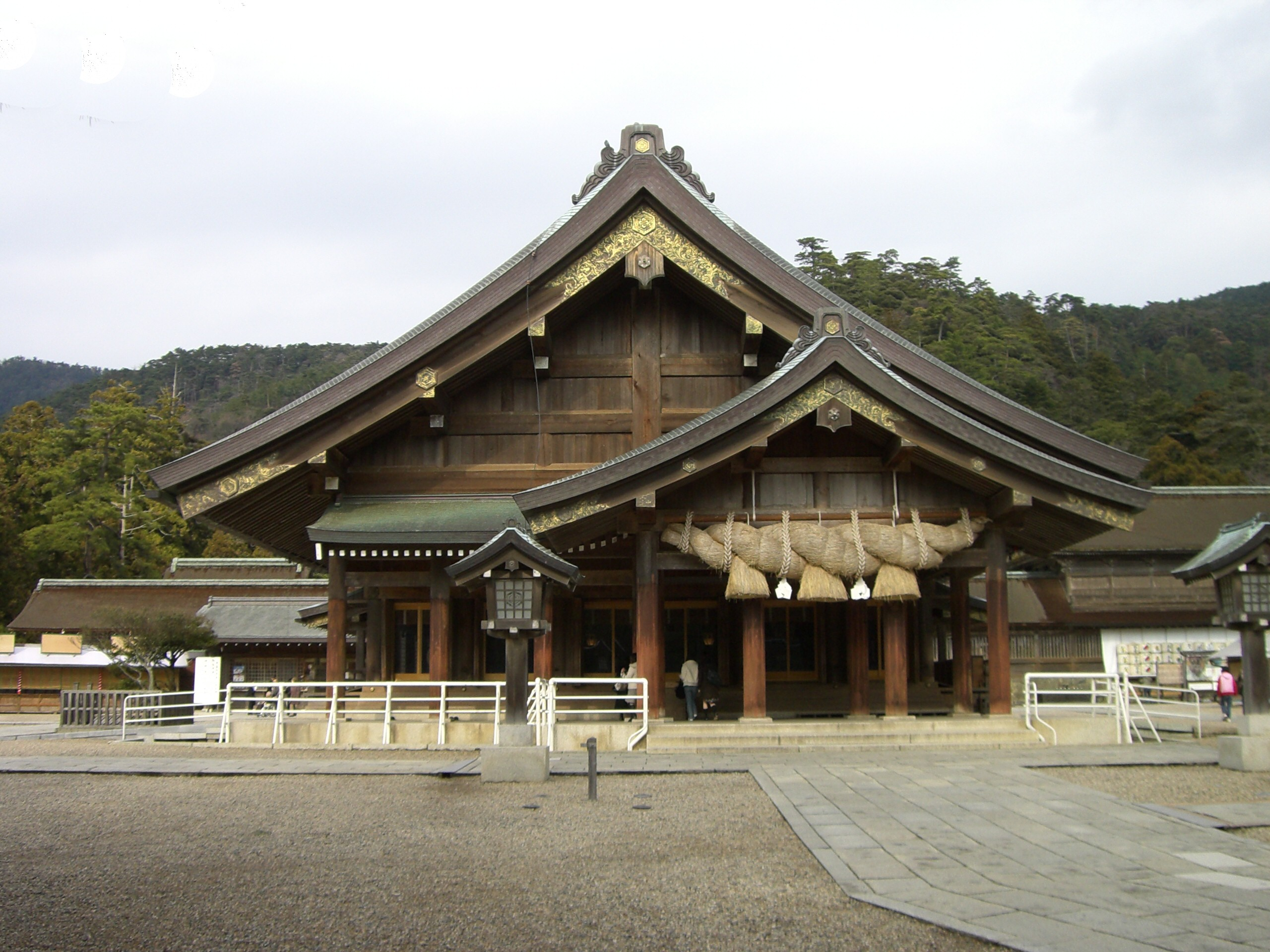
معبد ایزومو تایشا

جشن ابیسو در بیستمین روز از دهمین ماه کانازوکی (رماجی: « Kannazuki» ماه بی هیچ خدای) برپا می‌شود . به علت نقص شنوائی ابیسو، با اینکه هشت میلیون نفر در معبد عظیم ایزومو تایشا∗ جمع می‌شوند، وی آن‌ها را نمی‌شنود !
در تصویر هائی که در مغازه‌های کوچک پیدا می‌شود، ابیسو را معمولاً با دایککوتن یکی دیگر از هفت خدایان خوشبختی نشان می‌دهد . در داستان‌های دیگر، این دو به صورت پدر و فرزند یا استاد و شاگرد نشان می‌دهد. این دو معمولاً با فوکورکوجو پیوسته و «سه خدای خوشبختی» را تشکیل می‌دهند.